# Coelorachis khasiana
Coelorachis khasiana är en gräsart som först beskrevs av Eduard Hackel, och fick sitt nu gällande namn av Otto Stapf och Norman Loftus Bor. Coelorachis khasiana ingår i släktet Coelorachis, och familjen gräs. Inga underarter finns listade i Catalogue of Life.